# Paragigagnathus
Paragigagnathus es un género de ácaros perteneciente a la familia  Phytoseiidae.

## Especies
- Paragigagnathus amantis (Chaudhri, Akbar & Rasool, 1979)
- Paragigagnathus bidentatus (Kuznetsov, 1994)
- Paragigagnathus cataractus (Ueckermann & Loots, 1988)
- Paragigagnathus desertorum (Amitai & Swirski, 1978)
- Paragigagnathus insuetus (Livshitz & Kuznetsov, 1972)
- Paragigagnathus molestus (Kolodochka, 1989)
- Paragigagnathus namibiaensis (Ueckermann & Loots, 1988)
- Paragigagnathus strunkovae (Wainstein, 1973)
- Paragigagnathus tamaricis Amitai & Grinberg, 1971